# Ментенон, Франсуаза д’Обинье
Франсуа́за д’Обинье́, маркиза де Ментено́н (фр. Françoise d’Aubigné Marquise de Maintenon; 27 ноября 1635 — 15 апреля 1719) — воспитательница детей Людовика XIV и мадам де Монтеспан, затем официальная фаворитка короля, с 1683 г. его морганатическая жена. Известна также как основательница первой в Европе женской школы светского характера.

## Биография
Внучка предводителя гугенотов Теодора Агриппы д’Обинье, она родилась в крепости Ниор, куда были сосланы её родители по приказу кардинала Ришельё. В 1639 году родителей отправили в ссылку на Мартинику, и они взяли её с собой, из-за чего позже она получила прозвище «Прекрасная индианка». Получила строгое протестантское воспитание, но была крещена по католическому обряду, планировалось, что это обезопасит её от гонений.
После смерти на Мартинике отца Констана д’Обинье (1645) Франсуаза вернулась с матерью во Францию. По причине полной нищеты мать с Франсуазой жили у родственников. Здесь их приютила тётка маркиза де Виллет, строгая кальвинистка; но другая её родственница, католичка Нейан (Neuillant), отдала её в монастырь урсулинок в Париже, где Ментенон после долгого сопротивления обратилась в католицизм. По некоторым сведениям, в процесс запутанного религиозного воспитания дочери и внучки известных гугенотов вмешалась лично Анна Австрийская, своим решением определившая окончательно, что Франсуаза будет католичкой.

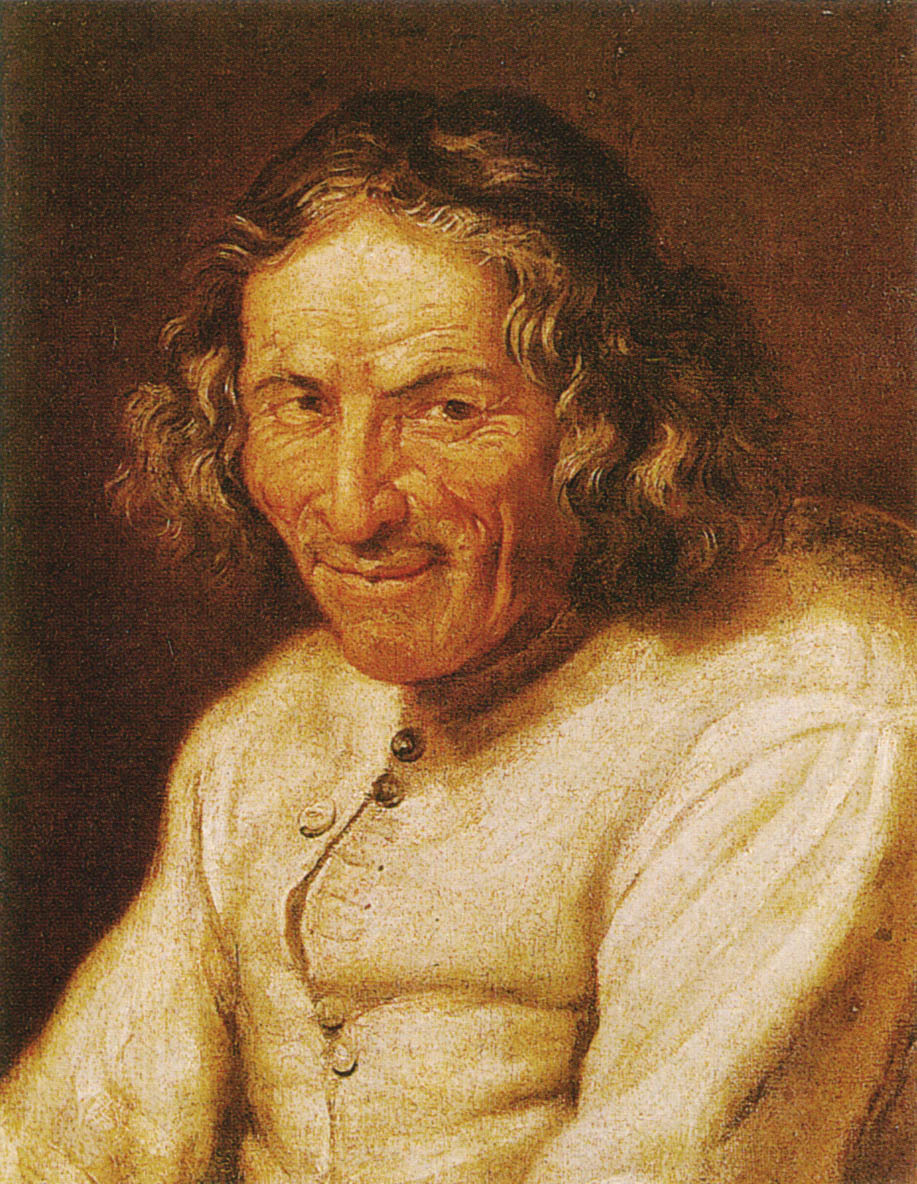
Первый муж — Поль Скаррон

В 1650 году умерла её мать. Нейан, ставшая опекуншей, два года спустя выдала Франсуазу замуж за знаменитого поэта Поля Скаррона. Скаррон был паралитиком и намного старше своей супруги, но в дальнейшем Франсуаза вспоминала годы брака как «самое лучшее время жизни». Не без её личного участия парижский дом Скаррона почти на целое 10-летие превратился в «модный салон», где собирались поэты, писатели, драматурги и пр. вольнодумцы.

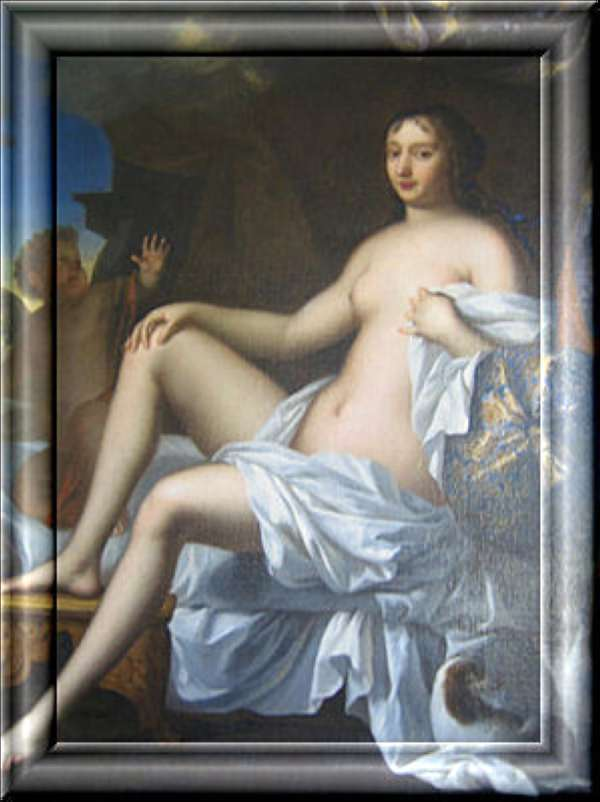
Интимный портрет 1662 года

После смерти мужа в 1660 году Франсуаза осталась без средств к существованию и приняла приглашение мадам де Монтеспан (1669) заняться воспитанием детей последней от Людовика XIV. Вдова Скаррон исполняла свои обязанности с большой добросовестностью и тактом. Людовик XIV заметил столь внимательное и любовное отношение к своим детям, выгодно отличавшееся от отношения к ним со стороны родной матери, видевшей в детях прежде всего способ удержать короля и сохранить положение при дворе, и обратил внимание на уже немолодую и неприметную вдову.
В течение следующего десятка лет отношения между Ментенон и королём становились всё более близкими. Они проводили всё больше и больше времени за совместными беседами. Мадам Скаррон была умна, благодаря покойному супругу вращалась в среде интеллектуальной элиты Парижа и, в отличие от большинства других придворных дам, обладала весьма обширным кругозором. В 1675 году король возвёл её в маркизы Ментенон и сделал владелицей одноимённого имения близ Шартра. В 1680 году она была причислена к придворному штату дофины. Монтеспан отступила на задний план, а благодаря все более усиливавшемуся влиянию Ментенон удалось склонить короля к сближению с давно покинутой им супругой Марией Терезией.
Король вёл с маркизой де Ментенон долгие разговоры о смысле жизни, о религии, об ответственности перед Богом. И постепенно сочетание сурового протестантизма и нетерпимого католицизма, в которых воспитывалась маркиза, дали отсвет и на самого Короля-Солнце. Его двор, некогда бывший самым блистательным из дворов Европы, стал целомудренным и высоконравственным. Версаль превратился в настолько унылое место, что о нём отзывались как о месте, где «даже кальвинисты завыли бы от тоски».

Герб семьи д’Обинье

В 1683 году королева умерла, и вся привязанность Людовика обратилась на Ментенон. В том же году октябрьской ночью маркиза сочеталась тайным браком с королём. При церемонии присутствовал лишь архиепископ де Шанваллон и личный исповедник короля.
Балы и праздники сменились мессами и чтением Библии. В моду вошли скромные чёрно-серые наряды безо всяких излишеств. Единственным развлечением, которое позволял себе король, являлась охота. Сама Ментенон вела уединённый образ жизни, редко покидая Версаль, но много времени проводя с духовенством. Последние пытались через Франсуазу проводить свою политику возвращения Франции в лоно благочестия. И направление второй половины царствования Людовика XIV объясняется в значительной степени её влиянием, король спрашивал её совета в различных затруднительных вопросах. Сложно оценить степень её воздействия на отмену Нантского эдикта, но оно было несомненным, хотя и не исключительно делом её рук.

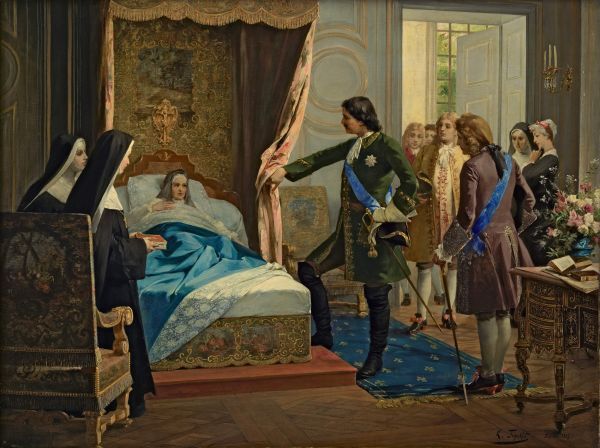
Пётр I посещает госпожу Ментенон в 1717 году, картина К. Горского. Пётр I посетил маркизу Ментенон во время своего визита во Францию. По его выражению, встреча с «живыми мощами прошлого века» была необходима. Увидев пожилую маркизу в постели, Пётр спросил, чем она больна. Маркиза ответила: «Старостью».

Многое происшедшее в ту эпоху во Франции несправедливо приписывалось воздействию маркизы Ментенон. В частности, именно её поддержке приписывалось влияние на короля нелюбимого в народе министра Шамильяра. У неё имелось множество противников и не было друзей. Из всех фавориток короля маркиза была самой нелюбимой при дворе. Её прозвали «чёрной королевой» за строгий характер, мрачный нрав и нетерпимость к светским развлечениям. После смерти Людовика XIV Ментенон удалилась в Сен-Сир-Леколь, где и умерла через три года.

## Сен-Сирский приют
Обладая замечательными педагогическими способностями и любовью к детям, Ментенон проявила себя в полном блеске в деле управления школой Сен-Сир, основанной ею в 1686 году для 250 воспитанниц — дочерей бедных дворян. Наставницы этого заведения составляли «институт дам св. Людовика», давали обеты бедности, целомудрия, послушания и обязывались посвятить себя воспитанию девиц. Во время пребывания в Сен-Сире маркизу де Ментенон посетил Пётр I (1717).
В письмах, программах и наставлениях Ментенон отражаются мысли и воззрения Фенелона: она рекомендует наставницам уделять больше внимания воспитанию, а не обучению, советует приучать воспитанниц к труду, живыми беседами развивать и обогащать их ум. Ментенон способствовала возникновению многих других учебных заведений, устроенных по типу Сен-Сирского. Это же заведение послужило отчасти образцом для Екатерины II при основании ею Смольного института.
По некоторым сведениям, Людовик XIV, умирая, сказал Франсуазе: «При предстоящей нашей разлуке меня утешает мысль, что она не будет продолжительна и мы скоро свидимся», на что она ответила: «Очень любезное утешение! Эгоистом жил, эгоистом и умирает».

## В современной культуре

### В художественной литературе
- Эпизодический персонаж романа А. Дюма «Двадцать лет спустя»
- Главная героиня романа Франсуазы Шандернагор «Королевская аллея: воспоминания Франсуазы д’Обинье, маркизы де Ментенон, супруги короля Франции»[англ.].
- Встречается в книге Артура Конан Дойла «Изгнанники»
- Встречается в серии книг Серж и Анн Голон, «Анжелика»
- Гофман — повесть «Мадемуазель де Скюдери»

### В кино
- Путь короля / L’allée du roi (1996; Франция) режиссёр Нина Компанеец, в роли Франсуазы д’Обинье Доминик Блан.
- В фильме «Дочери короля» («Saint-Cyr», 2000) мадам де Ментенон сыграла Изабель Юппер.
- В 3 сезоне сериала «Верса́ль» (Versailles, 2018), в роли Француазы д’Ментенон Кэтрин Уолкер
- «Анжелика и король» (1966; Франция) режиссёр Бернар Бордери
- «Неукротимая Жюли и тайны Версаля» (Julie, chevalier de Maupin) (2004, Франция, Италия), реж. Шарлотта Брандстром, в роли Француазы де Ментенон Мариса Беренсон